# Parijs-Nice 2009
De etappekoers Parijs-Nice 2009 was de 67e editie van deze koers die werd verreden van 8 tot en met 15 maart. De etappekoers ging van start in Amilly en eindigde in Nice. De koers werd georganiseerd door de ASO en maakt deel uit van de Historische kalender 2009.

## Startlijst
Er namen twintig ploegen deel, die met elk acht renners aan de start verschenen.
| 1 AG2R-La Mondiale    | 6 Astana             | 11 Liquigas              | 16 Agritubel    |
| 2 Silence-Lotto       | 7 Caisse d'Epargne   | 12 Cofidis               | 17 Lampre       |
| 3 Rabobank            | 8 Française des Jeux | 13 Euskaltel             | 18 Milram       |
| 4 Garmin-Chipotle     | 9 Saxo Bank          | 14 BBox Bouygues Télécom | 19 Cervélo      |
| 5 Quick·Step          | 10 Team Columbia     | 15 Katjoesja             | 20 Skil-Shimano |
| Complete rennerslijst |                      |                          |                 |

## Etappes

### 1e etappe
De 1e etappe was een individuele tijdrit over 9,3 km en werd verreden op 8 maart in de omgeving van Amilly
|    | Renner            | Team              | Tijd      |
| -- | ----------------- | ----------------- | --------- |
| 1  | Alberto Contador  | Astana            | 11' 05"   |
| 2  | Bradley Wiggins   | Garmin - Chipotle | op 0' 07" |
| 3  | Luis León Sánchez | Caisse d'Epargne  | op 0' 09" |
| 4  | Tony Martin       | Team Columbia     | op 0' 11  |
| 5  | David Millar      | Garmin - Chipotle | op 0' 14" |
| 6  | Joost Posthuma    | Rabobank          | op 0' 18" |
| 7  | Sylvain Chavanel  | Quick Step        | op 0' 19" |
| 8  | Antonio Colom     | Katjoesja         | op 0' 19" |
| 9  | Vladimir Karpets  | Katjoesja         | op 0' 21" |
| 10 | Rémi Pauriol      | Cofidis           | op 0' 22" |

|    | Renner            | Team              | Tijd      |
| -- | ----------------- | ----------------- | --------- |
| 1  | Alberto Contador  | Astana            | 11' 05"   |
| 2  | Bradley Wiggins   | Garmin - Chipotle | op 0' 07" |
| 3  | Luis León Sánchez | Caisse d'Epargne  | op 0' 09" |
| 4  | Tony Martin       | Team Columbia     | op 0' 11  |
| 5  | David Millar      | Garmin - Chipotle | op 0' 14" |
| 6  | Joost Posthuma    | Rabobank          | op 0' 18" |
| 7  | Sylvain Chavanel  | Quick Step        | op 0' 19" |
| 8  | Antonio Colom     | Katjoesja         | op 0' 19" |
| 9  | Vladimir Karpets  | Katjoesja         | op 0' 21" |
| 10 | Rémi Pauriol      | Cofidis           | op 0' 22" |

### 2e etappe
De 2e etappe werd verreden op 9 maart van Saint-Brisson-sur-Loire naar La Chapelle-Saint-Ursin over 195,5 km.
In het begin van de etappe valt de Nederlander Piet Rooijakkers (Skil-Shimano) aan en krijgt 3 medevluchters mee: de Spanjaard Aitor Hernández (Euskaltel), de Wit-Rus Aljaksandr Koetsjynski (Liquigas) en de Fransman Christophe Laurent (Agritubel). De kopgroep krijgt een maximale voorsprong van 7'15". Tijdens de achtervolging op de kopgroep is er een val achter in het peloton, waardoor het peloton in stukken breekt en onder andere Cadel Evans in de tweede groep komt. Het peloton hergroepeert echter en haalt de vluchters bij, waardoor de etappe op een massasprint uitloopt, ondanks aanvallen van verschillende renners. Deze massasprint wordt gewonnen door Heinrich Haussler (Cervélo). In de aanloop van de massasprint is er een valpartij met geletruidrager Alberto Contador, maar omdat dit in de laatste 3 kilometer gebeurt, heeft dit voor hem geen gevolgen in het Algemeen Klassement en blijft hij bovenaan staan.
|    | Renner             | Team               | Tijd     |
| -- | ------------------ | ------------------ | -------- |
| 1  | Heinrich Haussler  | Cervélo            | 4u45'01" |
| 2  | Mark Renshaw       | Team Columbia      | z.t.     |
| 3  | Mirco Lorenzetto   | Lampre             | z.t.     |
| 4  | Tom Veelers        | Skil-Shimano       | z.t.     |
| 5  | Murilo Fischer     | Liquigas           | z.t.     |
| 6  | Sébastien Chavanel | Française des Jeux | z.t.     |
| 7  | Sébastien Hinault  | AG2R               | z.t.     |
| 8  | Samuel Dumoulin    | Cofidis            | z.t.     |
| 9  | Romain Feillu      | Agritubel          | z.t.     |
| 10 | Mathew Hayman      | Rabobank           | z.t.     |

|    | Renner            | Team              | Tijd      |
| -- | ----------------- | ----------------- | --------- |
| 1  | Alberto Contador  | Astana            | 4u56'06"  |
| 2  | Bradley Wiggins   | Garmin - Chipotle | op 0' 07" |
| 3  | Luis León Sánchez | Caisse d'Epargne  | op 0' 09" |
| 4  | Tony Martin       | Team Columbia     | op 0' 11  |
| 5  | David Millar      | Garmin - Chipotle | op 0' 14" |
| 6  | Joost Posthuma    | Rabobank          | op 0' 18" |
| 7  | Sylvain Chavanel  | Quick Step        | op 0' 19" |
| 8  | Antonio Colom     | Katjoesja         | op 0' 19" |
| 9  | Heinrich Haussler | Cervélo           | op 0' 20" |
| 10 | Vladimir Karpets  | Katjoesja         | op 0' 21" |

|   | Renner            | Team              | Punten |
| - | ----------------- | ----------------- | ------ |
| 1 | Heinrich Haussler | Cervélo           | 30 pts |
| 2 | Alberto Contador  | Astana            | 25 pts |
| 3 | Bradley Wiggins   | Garmin - Chipotle | 22 pts |

### 3e etappe
De 3e etappe werd verreden op 10 maart van Orval naar Vichy met een afstand van 178 km.
Er ontstond vroeg in de wedstrijd een kopgroep, bestaande uit Jürgen Roelandts (Silence-Lotto), Tom Veelers (Skil-Shimano), Stéphane Augé (Cofidis), Christophe Le Mével (Française des Jeux) en Maciej Bodnar (Liquigas). Hun maximale voorsprong bedraagt ruim zeven minuten. In het achtervolgende peloton ontstaat er waaiervorming, Rabobank zorgt voor deze waaiervorming, het peloton breekt in verschillende stukken. Het eerste deel van het peloton slinkt uiteindelijk tot zes man, waaronder Quick·Step kopman Sylvain Chavanel. Cadel Evans (Silence-Lotto) en Óscar Pereiro (Caisse d'Epargne) komen in de laatste groep terecht, leider Alberto Contador maakt met behulp van Christophe Moreau de sprong van de derde groep naar de tweede groep.
De vroege vluchters worden gegrepen door de groep met o.a. Chavanel. Na een aanval in de slotfase van Sebastian Langeveld kan Chavanel weer aansluiten en wint hij de sprint van Juan Antonio Flecha. Chavanel wint de etappe en neemt de leiderstrui over van Contador.
|    | Renner              | Team             | Tijd       |
| -- | ------------------- | ---------------- | ---------- |
| 1  | Sylvain Chavanel    | Quick-Step       | 4u 33' 12" |
| 2  | Juan Antonio Flecha | Rabobank         | z.t.       |
| 3  | Sebastian Langeveld | Rabobank         | z.t.       |
| 4  | Stéphane Augé       | Cofidis          | z.t.       |
| 5  | Kevin Seeldraeyers  | Quick-Step       | z.t.       |
| 6  | Juan Manuel Gárate  | Rabobank         | z.t.       |
| 7  | Jürgen Roelandts    | Silence-Lotto    | z.t.       |
| 8  | Marcus Burghardt    | Team Columbia    | op 0' 40"  |
| 9  | Heinrich Haussler   | Cervélo          | op 1' 09"  |
| 10 | Sébastien Turgot    | Bouygues Télécom | z.t.       |

|    | Renner              | Team              | Tijd       |
| -- | ------------------- | ----------------- | ---------- |
| 1  | Sylvain Chavanel    | Quick-Step        | 9u 29' 24" |
| 2  | Juan Manuel Gárate  | Rabobank          | op 0' 33"  |
| 3  | Juan Antonio Flecha | Rabobank          | op 0' 36"  |
| 4  | Kevin Seeldraeyers  | Quick-Step        | op 0' 37"  |
| 5  | Jürgen Roelandts    | Silence-Lotto     | op 0' 40"  |
| 6  | Alberto Contador    | Astana            | op 1' 03"  |
| 7  | Luis León Sánchez   | Caisse d'Epargne  | op 1' 12"  |
| 8  | Stéphane Augé       | Cofidis           | op 1' 14"  |
| 9  | David Millar        | Garmin - Chipotle | op 1' 17"  |
| 10 | Antonio Colom       | Katjoesja         | op 1' 22"  |

|   | Renner            | Team       | Tijd   |
| - | ----------------- | ---------- | ------ |
| 1 | Sylvain Chavanel  | Quick Step | 42 pts |
| 1 | Heinrich Haussler | Cervélo    | 42 pts |
| 3 | Mirco Lorenzetto  | Lampre     | 30 pts |

### 4e etappe
De 4e etappe werd verreden op 11 maart van Vichy naar Saint-Étienne over 173,5 km.
Er was een vroege kopgroep van 5 man waar uiteindelijk Christian Vande Velde van weg reed nadat het peloton de leiders bijna hadden gepakt. Alberto Contador probeerde vervolgens Vandevelde nog te achter halen maar dit mislukte.
Na deze etappe hield Chavanel nog steeds de leiderstrui.
|    | Renner                | Team              | Tijd       |
| -- | --------------------- | ----------------- | ---------- |
| 1  | Christian Vande Velde | Garmin - Chipotle | 4u 01' 31" |
| 2  | Jonathan Hivert       | Skil-Shimano      | op 0' 14"  |
| 3  | Mirco Lorenzetto      | Lampre            | z.t.       |
| 4  | Christophe Moreau     | Agritubel         | z.t.       |
| 5  | Jens Voigt            | Saxo Bank         | z.t.       |
| 6  | Amaël Moinard         | Cofidis           | z.t.       |
| 7  | Jakob Fuglsang        | Saxo Bank         | z.t.       |
| 8  | Maxime Monfort        | Team Columbia     | z.t.       |
| 9  | Fränk Schleck         | Saxo Bank         | z.t.       |
| 10 | Juan Manuel Gárate    | Rabobank          | z.t.       |

|    | Renner              | Team              | Tijd        |
| -- | ------------------- | ----------------- | ----------- |
| 1  | Sylvain Chavanel    | Quick-Step        | 13u 31' 36" |
| 2  | Juan Manuel Gárate  | Rabobank          | op 0' 06"   |
| 3  | Juan Antonio Flecha | Rabobank          | op 0' 36"   |
| 4  | Alberto Contador    | Astana            | z.t.        |
| 5  | Kevin Seeldraeyers  | Quick-Step        | op 0' 37"   |
| 6  | Luis León Sánchez   | Caisse d'Epargne  | op 0' 45"   |
| 7  | David Millar        | Garmin - Chipotle | op 0' 50"   |
| 8  | Antonio Colom       | Katjoesja         | op 0' 55"   |
| 9  | Vladimir Karpets    | Katjoesja         | op 0' 57"   |
| 10 | Jens Voigt          | Saxo Bank         | op 1' 03"   |

|   | Renner            | Team       | Punten |
| - | ----------------- | ---------- | ------ |
| 1 | Mirco Lorenzetto  | Lampre     | 50 pts |
| 2 | Sylvain Chavanel  | Quick-Step | 42 pts |
| 3 | Heinrich Haussler | Cervélo    | 42 pts |

### 5e etappe
De 5e etappe werd verreden op 12 maart van Annonay naar Vallon-Pont-d'Arc over 204 km. Na een lange vlucht van Jérémy Roy, Thomas Voeckler en Tony Martin, kwam het peloton te laat om er een sprint van te maken. Roy ontsnapte en hield in zijn eentje stand, waardoor hij de etappe won. Chavanel behield de leiderstrui.
|    | Renner            | Team               | Tijd       |
| -- | ----------------- | ------------------ | ---------- |
| 1  | Jérémy Roy        | Française des Jeux | 4u 58' 47" |
| 2  | Thomas Voeckler   | Bouygues Télécom   | z.t.       |
| 3  | Tony Martin       | Team Columbia      | op 0' 03"  |
| 4  | Heinrich Haussler | Cervélo            | op 2' 33"  |
| 5  | Murilo Fischer    | Liquigas           | z.t.       |
| 6  | Romain Feillu     | Agritubel          | z.t.       |
| 7  | Cyril Lemoine     | Skil-Shimano       | z.t.       |
| 8  | Jürgen Roelandts  | Silence-Lotto      | z.t.       |
| 9  | Mirco Lorenzetto  | Lampre             | z.t.       |
| 10 | Sébastien Hinault | Ag2r - La Mondiale | z.t.       |

|    | Renner              | Team              | Tijd        |
| -- | ------------------- | ----------------- | ----------- |
| 1  | Sylvain Chavanel    | Quick-Step        | 13u 31' 36" |
| 2  | Juan Manuel Gárate  | Rabobank          | op 0' 06"   |
| 3  | Juan Antonio Flecha | Rabobank          | op 0' 36"   |
| 4  | Alberto Contador    | Astana            | z.t.        |
| 5  | Kevin Seeldraeyers  | Quick-Step        | op 0' 37"   |
| 6  | Luis León Sánchez   | Caisse d'Epargne  | op 0' 45"   |
| 7  | David Millar        | Garmin - Chipotle | op 0' 50"   |
| 8  | Antonio Colom       | Katjoesja         | op 0' 55"   |
| 9  | Vladimir Karpets    | Katjoesja         | op 0' 57"   |
| 10 | Jens Voigt          | Saxo Bank         | op 1' 03"   |

|   | Renner            | Team       | Tijd   |
| - | ----------------- | ---------- | ------ |
| 1 | Mirco Lorenzetto  | Lampre     | 62 pts |
| 2 | Heinrich Haussler | Cervélo    | 60 pts |
| 3 | Sylvain Chavanel  | Quick-Step | 51 pts |

### 6e etappe
De 6e etappe werd verreden op 13 maart van Saint-Paul-Trois-Châteaux naar La Montagne de Lure over 182,5 km.
|   | Renner            | Team             | Tijd      |
| - | ----------------- | ---------------- | --------- |
| 1 | Alberto Contador  | Astana           | 4u 47'46" |
| 2 | Fränk Schleck     | Team CSC         | op 0'58"  |
| 3 | Luis León Sánchez | Caisse d'Epargne | z.t.      |

|   | Renner            | Team             | Tijd       |
| - | ----------------- | ---------------- | ---------- |
| 1 | Alberto Contador  | Astana           | 23u 21'08" |
| 2 | Luis León Sánchez | Caisse d'Epargne | op 1'13"   |
| 3 | Sylvain Chavanel  | Quick·Step       | op 1'24"   |

### 7e etappe
De 7e etappe werd verreden op 14 maart van Manosque naar Fayence over 191 km.
|   | Renner            | Team             | Tijd      |
| - | ----------------- | ---------------- | --------- |
| 1 | Luis León Sánchez | Caisse d'Epargne | 4u 43'34" |
| 2 | Antonio Colom     | Team Katjoesja   | op 0'50"  |
| 3 | Fränk Schleck     | Team CSC         | z.t.      |

|   | Renner            | Team             | Tijd       |
| - | ----------------- | ---------------- | ---------- |
| 1 | Luis León Sánchez | Caisse d'Epargne | 28u 05'45" |
| 2 | Sylvain Chavanel  | Quick·Step       | op 1'09"   |
| 3 | Fränk Schleck     | Team CSC         | op 1'21"   |

### 8e etappe
De 8e etappe werd verreden op 15 maart van Nice naar Nice over 119 km.
|   | Renner           | Team           | Tijd      |
| - | ---------------- | -------------- | --------- |
| 1 | Antonio Colom    | Team Katjoesja | 2u 47'49" |
| 2 | Alberto Contador | Astana         | z.t.      |
| 3 | Fränk Schleck    | Team CSC       | op 0'01"  |

|   | Renner            | Team             | Tijd       |
| - | ----------------- | ---------------- | ---------- |
| 1 | Luis León Sánchez | Caisse d'Epargne | 30u 53'51" |
| 2 | Fränk Schleck     | Team CSC         | op 1'00"   |
| 3 | Sylvain Chavanel  | Quick·Step       | op 1'09"   |

## Eindstanden

### Algemeen klassement
|    | Renner              | Team               | Tijd        |
| -- | ------------------- | ------------------ | ----------- |
| 1  | Luis León Sánchez   | Caisse d'Epargne   | 30h 53' 51" |
| 2  | Fränk Schleck       | Team Saxo Bank     | op 01' 00"  |
| 3  | Sylvain Chavanel    | Quick·Step         | op 01' 09"  |
| 4  | Alberto Contador    | Astana             | op 01' 24"  |
| 5  | Antonio Colom       | Team Katjoesja     | op 01' 47"  |
| 6  | Jens Voigt          | Team CSC           | op 01' 59"  |
| 7  | Kevin Seeldraeyers  | Quick·Step         | op 02' 29"  |
| 8  | Jonathan Hivert     | Skil-Shimano       | op 02' 57"  |
| 9  | Joeri Trofimov      | Bouygues Telecom   | op 03' 37"  |
| 10 | Christophe Le Mével | Française des Jeux | op 04' 00"  |

### Puntenklassement
1. Sylvain Chavanel - Quickstep
2. Alberto Contador - Astana
3. Antonio Colom - Team Katjoesja

### Bergklassement
1. Tony Martin - Team Columbia
2. Alberto Contador - Astana
3. Jérémy Roy - Française des Jeux

### Jongerenklassement
1. Kevin Seeldraeyers - Quickstep
2. Jonathan Hivert - Skil-Shimano
3. Joeri Trofimov - Bouygues Telecom

### Ploegenklassement
1. Team Saxo Bank
2. Française des Jeux
3. Caisse d'Epargne

1933 · 1934 · 1935 · 1936 · 1937 · 1938 · 1939 · 1940-1945 · 1946 · 1947-1950 · 1951 · 1952 · 1953 · 1954 · 1955 · 1956 · 1957 · 1958 · 1959 · 1960 · 1961 · 1962 · 1963 · 1964 · 1965 · 1966 · 1967 · 1968 · 1969 · 1970 · 1971 · 1972 · 1973 · 1974 · 1975 · 1976 · 1977 · 1978 · 1979 · 1980 · 1981 · 1982 · 1983 · 1984 · 1985 · 1986 · 1987 · 1988 · 1989 · 1990 · 1991 · 1992 · 1993 · 1994 · 1995 · 1996 · 1997 · 1998 · 1999 · 2000 · 2001 · 2002 · 2003 · 2004 · 2005 · 2006 · 2007 · 2008 · 2009 · 2010 · 2011 · 2012 · 2013 · 2014 · 2015 · 2016 · 2017 · 2018 · 2019 · 2020 · 2021 · 2022 · 2023 · 2024 · 2025